# Західний Ушарбай
Західний Ушарба́й (рос. Западный Ушарбай) — хутір у складі Могойтуйського району Забайкальського краю, Росія. Входить до складу Ушарбайське сільського поселення.

## Історія
Хутір було утворено 2018 року шляхом виділення зі складу села Ушарбай.